# Slalom paralel (schi)
Slalomul uriaș paralel, mai des cunoscut cu denumirea de slalom paralel este o disciplină de schi alpin. Este o cursă în timpul căreia doi schiori concurează în același timp pe trasee paralele de aceeași lungime, trecând printr-o serie de porți dispuse pe pistă. Porțile sunt tipice slalomului uriaș. 

## Descriere
O cursă de slalom paralel are loc de obicei în două serii, iar schiorul care a realizat cel mai scurt timp general pe cele două curse este câștigătorul. În cazul în care un sportiv sare o poartă, se atribuie un handicap de timp de detașare stabilit prin regulament. În a doua manșă schiori coboară pe traseul înainte parcurs de adversar.  Este o competiție rar desfășurată în cursele oficiale ale Cupei Mondiale, care a fost reintrodusă de FIS în 2011 și implică participarea primilor șaisprezece schiori ai clasamentului general. Probele se desfășoară în eliminare directă, cu câștigătorul care se va confrunta cu sportivul care a trecut din altă rundă preliminară, începând din optimile de finală și până în finală.